# 陳思誠
陳思誠（チェン・スーチェン、簡体字表記：陈思诚、1978年2月22日 - ）は、中国の映画監督、脚本家、俳優。遼寧省瀋陽市の出身。以前は陳思成と表記していた。マルチタレントであり、多数のテレビドラマの作曲や歌唱も担当している。
本項の本文は、中国エンタメ関連記事の一般的な表記に準じて、普通話音のカタカナ転記である「チェン・スーチェン」という表記で統一する。

## 来歴
チェン・スーチェンは1994年、謝晋恒通明星学校（現在の上海師範大学謝晋影視芸術学院）に入学。ヴィッキー・チャオと同じクラスであった。1996年、瀋陽広播電視台で放映されたテレビ番組『学生世代』の司会を担当。同年、上海戯劇学院に入学するが、ケンカにより退学処分を受ける。
1999年、中央戯劇学院専攻科に首席入学。2001年、ワーナー・レコードと契約。台湾の統一企業の中国大陸向け商品「統一冰紅茶（仮訳：統一アイスティー）」でCMデビューするとともに、主演映画『法官妈妈（仮訳・裁判官ママ）』で第8回「華表奨」最優秀新人賞、第9回大学生映画祭最優秀新人賞、および第25回「百花奨」最優秀俳優賞を総なめにする。
2006年、西安広播電視台制作の連続テレビドラマ『士兵突撃』に「チェン・ツァイ（成才）」役で主演し、一躍人気者になる。このドラマはワン・バオチャン（王宝強）が演じる、農村出身の気の弱い兵士、シー・サントゥ（許三多）が成長していく姿を描く軍隊ドラマである。同年、中国映画『春風沉醉的夜晚（邦題：スプリング・フィーバー）』にも出演。チェン・スーチェンはこの作品で同性愛者のルオ・ハイタオ（羅海濤）役を演じ、カンヌ国際映画祭最優秀主演男優賞にもノミネートされた。
2010年末、『士兵突撃』の出演者が登場する連続恋愛ドラマ『北京愛情故事（仮訳：北京ラブストーリー）』で監督デビューし、脚本家・監督としての夢を実現するとともに、MSNファッションアワードで初の「新鋭導演奨（仮訳：新鋭監督賞）」を受賞した。2014年には映画版『北京愛情故事』も制作、中国国内の興行収入は4億人民元超に達した。
2014年11月に 中国国家電影局が「中米映画人材交流プログラム」を立ち上げた際、チェン・スーチェンはグオ・ファン（郭帆）、ニン・ハオ（寧浩）、 シャオ・ヤン（肖央）、ルー・ヤン（路陽）の若手監督4名とともにアメリカに派遣され、交流・研修を行った。
2015年12月31日にチェン・スーチェンの監督第2作目となる映画『唐人街探偵 THE BEGINNING（原題：唐人街探案）』が公開された。主演は『士兵突撃』で共演したワン・バオチャンである。また、前述の「中米映画人材交流プログラム」で同行したシャオ・ヤンも出演している。2016年5月8日、『唐人街探偵』は第23回北京大学学生映画祭で最優秀脚本賞を受賞した。
同年、ニューヨークの中華街を舞台とする『唐人街探偵 NEW YORK MISSION（原題：唐人街探案2）』の米国ロケを実施。
「唐人街探偵」シリーズの第3作目で日本を舞台とする『唐人街探偵 東京MISSION（原題：唐人街探案3）』は当初2020年の春節に公開される予定であったが、 新型コロナウイルス感染症の世界的流行 (2019年-)により、2021年2月12日に中国国内で公開された。2月14日の夕方までに累計興行収入は25億人民元を突破し、チェン・スーチェンは中国映画史上初の興行収入が100億人民元を超えた監督となった 。
このシリーズには、1作目から3作目までワン・バオチャンとシャオ・ヤンが一貫して出演しているが、シャオ・ヤンは1作目と2作目以降は別人という設定である。また、前妻であるトン・リーヤー（佟麗婭）も1作目で重要な役を演じており、2作目ではチェン・スーチェン本人とともにエンディングにカメオ出演している。

## 結婚と離婚
- 上述の通り、チェン・スーチェンの前妻は「新疆ウイグル自治区シベ族」の女優、トン・リーヤーである。2人は上記の『北京愛情故事』で共演した際に出会い、2014年1月16日にタヒチで結婚式を行った[10] 。
- 2017年1月9日、あるインターネット内部告発者は、チェン・スーチェンが2人の女性と一緒にホテルで夜を過ごした不倫の証拠を公開した。しかし、当事者は正式な回答をしなかった[11] 。
- 2021年5月20日、チェン・スーチェンとトン・リーヤーはウェイボー上で離婚を発表した[12]。 しかし、離婚のニュースが発表された直後、ウェイボーは「離婚率を下げるために離婚クーリングオフ期間を実施する」というキャンペーンを開始し、チェン・スーチェンとトン・リーヤーの離婚関連トピックを検索上位リスト（中国語：熱搜）から削除した。不満を持った中国ネット民は検索上位リストに「検索上位の撤回」というエントリーを作成し、上位に来るようにしたものの、ウェイボー運営側から削除された[13] 。
- 2021年12月22日に、チェン・スーチェンの前妻であるトン・リーヤーは、中国共産党中央宣伝部副部長で、中央広播電視総台(CCTV)トップの慎海雄と再婚したが、この情報も中国国内では中国当局から検閲を受けている[14]。